# 1454 w polityce
Wydarzenia polityczne w 1454 roku.

## Wydarzenia
- Początek wojny trzynastoletniej (1454–1466) pomiędzy Związkiem Pruskim i Królestwem Polskim a Zakonem krzyżackim i Królestwem Danii[1].
- 4 lutego – Związek Pruski wypowiada posłuszeństwo wielkiemu mistrzowi Zakonu krzyżackiego, początek antykrzyżackiego powstania w Prusach[1].
- 22 lutego – układ w Berlinie o zastawie Nowej Marchii: wobec powstania w Prusach zakon krzyżacki reprezentowanym przez wielkiego komtura Saksonii Fryderyka von Polenz przekazuje Nową Marchię Brandenburgii pod zastaw pożyczki w wysokości 40 000 florenów reńskich[2]
- 6 marca – Kazimierz IV Jagiellończyk podpisał akt inkorporacji Prus do Królestwa Polskiego[1].
- 27 marca – wobec choroby umysłowej Henryka VI Lancastera Ryszard, książę Yorku wybrany zostaje przez parlament angielski regentem ("pierwszym księciem"), "protektorem i obrońcą królestwa", klęska polityczna królowej Małgorzaty Andegaweńskiej i lorda Somerseta[3].
- 21 kwietnia – Królestwo Polskie wypowiedziało wojnę Zakonowi krzyżackiemu[1].
- 15 września – Kazimierz IV Jagiellończyk wydał przywilej cerekwicki pod naciskiem pospolitego ruszenia z Wielkopolski i Kujaw
- 18 września – wojna trzynastoletnia: klęska Polski i Związku Pruskiego w bitwie pod Chojnicami, największe krzyżackie zwycięstwo podczas wojny
- 9 października – wojna trzynastoletnia: układ w Malborku – pozbawione środków finansowych władze Zakonu krzyżackiego gwarantują własnym wojskom najemnym spłatę zaległego żołdu pod zastaw krzyżackich twierdz i miast w zamian za zobowiązanie do dalszej służby[4].
- Wydanie Statutów nieszawskich przez Kazimierza IV Jagiellończyka.

## Urodzili się
- Katarzyna Cornaro, królowa Cypru.

## Zmarli
- 20 lipca – Jan II Kastylijski, król Kastylii i Leonu w latach 1406-1454.
- 10 września – Bolesław IV, książę mazowiecki[5]
- 18 września – Rudolf Żagański, książę żagański, zginął w bitwie pod Chojnicami (ur. pomiędzy 1411 r. a 1418 r.)